# La Cliqua
La Cliqua – francuska grupa hiphopowa, założona w czerwcu 1993 roku przez raperów o pseudonimach Aarafat, Daddy Lord C oraz Kohndo. Następnie do grupy dołączyli Raphaël i Rocca – francuski raper pochodzenia kolumbijskiego. 

## Historia
W 1994 roku Daddy Lord Clark wydał swoją płytę winylową Freaky Flow / Jealous w wytwórni Arsenal Records, a rok później został wydany pierwszy minialbum La Cliqua Conçu pour durer. Płyta spotkała się z bardzo dobrym przyjęciem w środowisku hiphopowym. Muzycy podróżowali z koncertami do Stanów Zjednoczonych, Belgii, Szwajcarii, Kanady i Niemiec. Współpracowali między innymi z Mobbem Deepem oraz zespołem Afrika Bambaataa z Nowego Jorku. 
W 1997 roku jeden z członków zespołu, Rocca wydał swój pierwszy solowy album Entre deux mondes/Between Two Worlds, sprzedany w nakładzie 98 tysięcy egzemplarzy. Rok później ukazała się kolejna solowa płyta Daddy Lord C Le Noble Art. Nazwa płyty (fra. Szlachetna sztuka) nawiązuje do jego sukcesów w boksie. Aarafat zmienił pseudonim na Egosyst i założył nowy zespół IMS, z którym jeszcze tego samego roku wydał płytę.
Rok po odejściu Aarafata, z zespołu odszedł również Kohndo. W tym samym roku ukazał się nowy album nagrany ze składem zredukowanym do raperów Daddyego Lorda C, Rocci i Raphaëla. Jego produkcją zajęli się Gallegos (Jelahee), Ace, Noï oraz Chemiste. 
Grupa została reaktywowana w roku 2007 i odbyła trasę koncertową. 16 stycznia 2009 roku La Cliqua dała koncert na Międzynarodowym Festiwalu Hip-hopu w Lyonie, w którym udział wzięli wszyscy byli członkowie zespołu poza Raphaëlem.

## Dyskografia
- 1995: Conçu pour durer (EP)
- 1996: Le Vrai Hip Hop (składanka)
- 1999: La Cliqua (album)
- 1999: Pas de place pour les traîtres
- 1999: Hip Hop sacrifice
- 2007: Le Meilleur, Les Classiques (best of)

## Występy gościnne
- 1995

Freestyle - La Cliqua, na mixtape Freestyle de Cut Killer
Requiem - La Squadra, do filmu Nienawiść Mathieu Kassovitza.
L'undaground S'exprime - Assassin Feat Rocca, Daddy Lord C, Djamal , Ekoué, Stomy Bugsy, Sté Strausz, Kabal & Undaconnexion
Ne joue pas avec le jeu - Sleo Feat Rocca, Fabe, Lady Laistee, Osez, LSO & Bruno na albumie Sleo
- 1996

Labyrinthe - 2Bal 2Neg' Feat Rocca, Monsieur R & Vensty z albumu 2Bal 2Neg'
Lascars - 2Bal 2Neg' Feat Egosyst, z albumu 2Bal 2Neg'
Rap Contact - La Cliqua na składance Arsenal Records
Le Hip Hop Mon Royaume - Rocca, na składance Arsenal Records
Là d'où l'on vient - La Squadra, na składance Arsenal Records
Paris la nuit - La Cliqua, na składance Arsenal Records
Tout ce qu'on pense de toi - Double Pact feat Egosyst z płyty EP Double Pact Impact N°3
- 1997

Là d'où l'on vient - La Squadra ze składanki L 432
Sans regret - NAP Feat Rocca, z albumu NAP La Fin du monde
Au sommet de Paris - NAP Feat Kohndo, z albumu NAP, La Fin du monde
Un dernier jour sur Terre - La Squadra, z mixtap'u Cut Killera Cut Killer Show
Apocalypse - La Cliqua, ze składanki Invasion
On se retrouvera - East Feat Daddy Lord C i Kohndo
- 1998

Rien ne changera - Rainmen Feat La Squadra
Mon Paradis - Raphael ze składanki Hostile Hip Hop 2
Fin de siècle - Kohndo Feat Sir Doum's & Shiva ze składanki Feat de Lord Killer
Front nubien - Kohndo Feat IMS & Bazooka ze składanki Sachons dire NON Vol.1
Freestyle - Kohndo ze składanki Néochrome Vol.1
- 1999

Vengeance - Zoxea Feat IMS (Aarafat i Khomeyni), Nysay, Pass' Partoo, LIM, Dany Dan, Mala, Sir Doum's i Don Choa, z albumu Zoxea'y A mon tour de briller
El dja de los muertes - Big Red Feat Rocca, z albumu Big Reda Big Redemption
Sous un grand ciel gris - Rocca, ze składanki Le Groove prend le maki
Les quartiers chauffent - La Cliqua, ze składanki L'univers des lascars
Animalement Vôtre - Rocca Feat Hamed Daye, Shurik'N & Kery James, ze składanki Première Classe Vol.1
Un parmi des millions - Koma Feat Kohndo & Rocé, z albumu Komy Le Réveil
Une main tendue - Kent-zo Feat Kohndo & Rocé z albumu Kent-zo L'Olympe
Freestyle - Kohndo Feat Kalujiro z mixtape'u Iron Sy & Black Killah La tuerie
- 2000

Tu veux savoir? - Monsieur R Feat Rocca, La Brigade & Rockin' Squat, z albumu Monsieura R, Anticonstitutionnellement
- 2001

Morts les enfants - Rocca, ze składanki Hexagone 2001
Paris - Rocca Feat Ill & Eloquence, ze składanki Mission Suicide
Llama me - Wallen Feat Rocca, z albumu Wallena A force de vivre
Animalement Vôtre Remix - Rocca Feat Hamed Daye, Shurik'N & Kery James ze składanki Une spéciale pour les halls
- 2002

Qui a le son? - Rocca Feat Niro, ze składanki Niroshima 2
- 2003

On traîne dans la rue - Kertra Feat Le T.I.N., John Deïdo et Daddy Lord C, z albumu Kertry Le Labyrinthe II
Traffic - Rocca, ze składanki French Touch Vol.2
- 2004

Redvolution - Big Red Feat Rocca, z albumu de Big Red, Redsistance
C'pour ma hard click - 'Kohndo, z mixtape'u 92100% Hip Hop Vol.4
- 2005

Bring it Back - Rocca Feat The Beatnuts, ze składanki The Basement
Konekction - Pelson Feat Rocca z płyty Pelsona Sensi
Medouze Feat Raphael & Bazouka - Mec du bitume z albumu Medouze, Un pas de plus
- 2006

Illicite - Rocca, ze składanki Narcobeat 2: Règlement de compte
Pas de kaille ici - Mastock Feat Rocca, z podziemnego wydawnictwa Mastocka J'avais prévenu
Donner l'envie - Zahariya Feat Rocca
Du sable sur les paupières - Hocus Pocus Feat Kohndo, z albumu zespołu Hocus Pocus 73 Touches (reedycja)
- 2008

La Cliqua - koncert historyczny - Festival L'Original - Lyon
- 2009

Regretter le temps - Daddy Lord Clark Feat Kohndo, Manu Key, Mokobé, Madison & Ill